# Petroleumether
Petroleumether of ligroïne is een mengsel van lichte koolwaterstoffen, dat verkregen wordt door distillatie van ruwe aardolie. De samenstelling en het kookpunttraject varieert van producent tot producent. Typisch betreft het koolwaterstoffen met vier tot twaalf koolstofatomen, zoals n-pentaan, n-hexaan en benzeen en kookt het mengsel tussen 20 en 135 °C (meestal tussen 25 en 65 °C). Het is dus chemisch gezien geen ether, wel een mengsel van (hoofdzakelijk) alkanen. Andere benamingen van petroleumether zijn onder meer nafta met laag kookpunt, petroleumbenzine, wasbenzine of gewoon benzine.
Petroleumether is zeer licht ontvlambaar: het vlampunt ligt rond de −45 °C.

## Toepassingen
Petroleumether wordt gewoonlijk in de petroleumraffinaderij, al dan niet na verdere bewerkingen, aan brandstofmengsels (benzine) toegevoegd.
Petroleumether is ook een oplosmiddel voor (plantaardige en dierlijke) vetten, harsen en latex (rubber) en wordt als oplosmiddel gebruikt in de organische chemie, waar het vaak als ligroïne wordt aangeduid. Het is ook een oplosmiddel voor aardolieproducten.
Vroeger werd dit gebruikt om vetvlekken uit kleding te verwijderen. Daarom was dit een huishoudmiddeltje dat te koop werd aangeboden in de lokale drogisterij of apotheek. Toen Bertha Benz haar eerste autorit uitvoerde, stopte zij dan ook bij de apotheek om bij te tanken. Dit zorgde ervoor dat de stadsapotheek van Wiesloch bekend staat als het allereerste "tankstation" ter wereld.

## Soorten
De verschillende typen worden vaak aangeduid met de letters PE, gevolgd door twee getallen die de grenzen van het kooktraject aangeven. Typische soorten petroleumether zijn:
- PE28-40
- PE40-60
- PE60-80
- PE80-100
- PE100-130
- PE25-29